# Міста Непалу
|  | Службовий список статей, створений для координації робіт з розвитку теми. Це попередження не встановлюється на інформаційні списки і глосарії. |

Міста Непалу: